# Tramasaguas
Tramasaguas o Entrambasaguas es un despoblado de la provincia de Teruel, situado en el municipio de Calamocha. Se despobló sobre el siglo XV-XVI.

## Geografía
Estaba situado junto a Luco de Jiloca, en la desembocadura del río Pancrudo en el río Jiloca.

## Toponimia
Lo topónimo viene del término latino INTER AMBAS AQUAE, haciendo referencia a estar en la confluencia del río Xiloca el Pancrudo. La evolución de AMBAS a amas es típica de la fonética aragonesa (véase por ejemplo UMBILICU > melico y las palabras aragoneses de mosta, camal, camilega, coma y también).
El topónimo aragonés Tramasaguas es mencionado en un texto de 1205 cuando el obispo Ramón de Castrocol reparte los diezmos y primicias de cada aldea de la Comunidad de Daroca entre las iglesias de Daroca.
El puente romano sobre en el río Pancrudo es llamado Puente de Entrambasaguas.

## Monumentos
- Puente romano de Luco de Jiloca u Puente romano de Tramasaguas: puente sobre el río Pancrudo que era parte de la calzata romana que enlazaba Caesaraugusta y Cástulo. Está protegido legalmente desde 2001 como Bien de Interés Cultural.[1]